# Campeonato de Moçambique de Ciclismo em Estrada
O Campeonato de Moçambique de Ciclismo em Estrada são organizados anualmente pela Federação Moçambicana de Ciclismo desde o ano de 2011 para determinar o campeão ciclista de Moçambique de cada ano, na modalidade.

## Masculino

### Corrida em linha
| Ano  | Vencedor        | Segundo | Terceiro |
| 2011 | Miguel Teixeira |         |          |
| 2012 |                 |         |          |

### Contrarrelógio
| Ano  | Vencedor      | Segundo         | Terceiro |
| 2011 | Kinha Fonseca | Miguel Teixeira | Mussa    |
| 2012 | Kinha Fonseca |                 |          |

## Feminino

### Corrida em linha
| Ano  | Vencedora      | Segundo lugar | Terceiro lugar |
| 2012 | Leila Sultuane |               |                |